# Onetes sanguinolentus
Onetes sanguinolentus är en insektsart som beskrevs av Rehn, J.A.G. 1944. Onetes sanguinolentus ingår i släktet Onetes och familjen gräshoppor. Inga underarter finns listade i Catalogue of Life.